# Bill Erwin
William Lindsey Erwin, detto Bill (Honey Grove, 2 dicembre 1914 – Los Angeles, 29 dicembre 2010), è stato un attore statunitense.

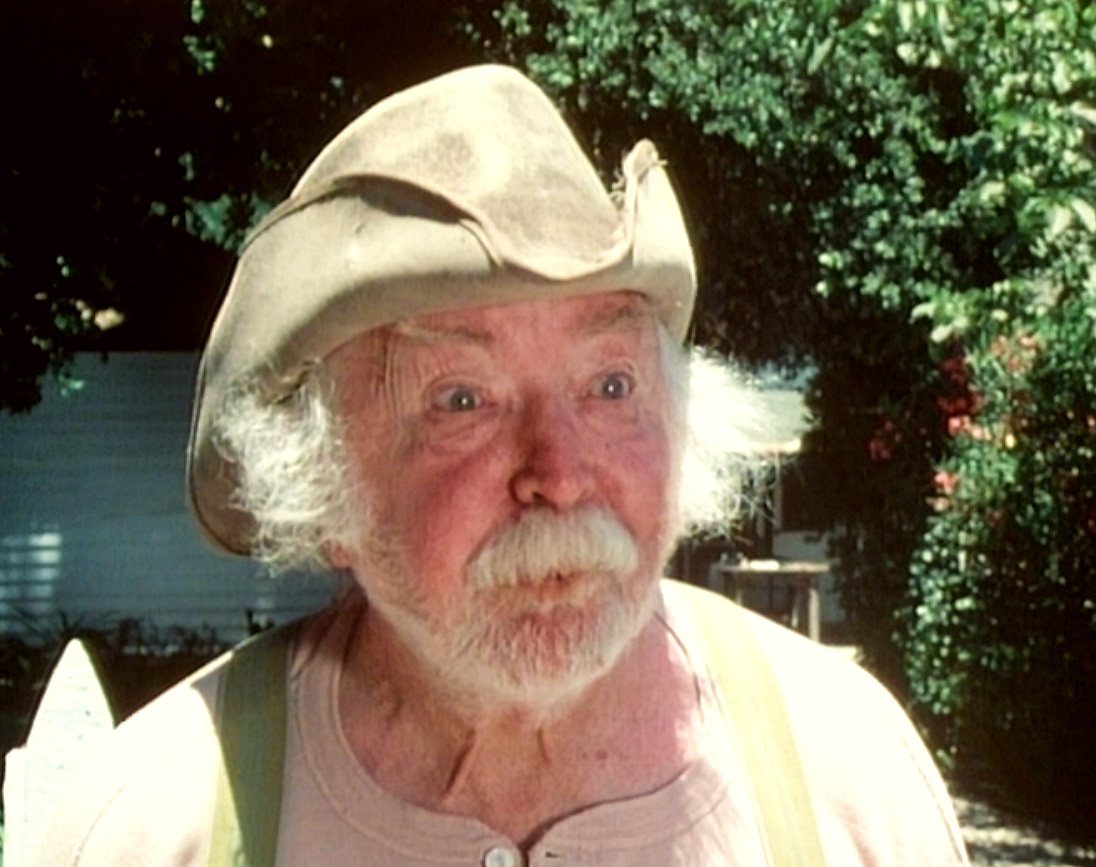
Bill Erwin - The Optimist (1983)

Nel 1948 sposò Lucy Frances MacLachlan, ebbero quattro figli e dal 1995 rimase vedovo. Erwin muore nel 2010 ed il suo corpo è stato cremato.

## Filmografia

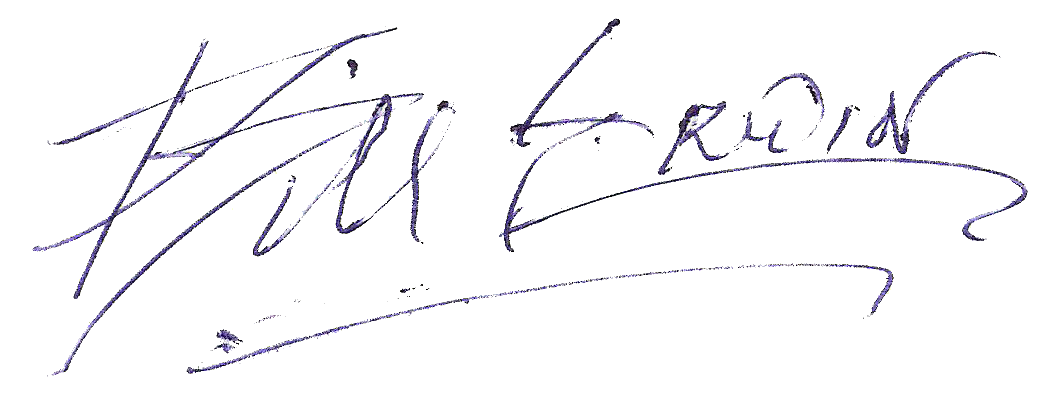
Autografo di Bill Erwin

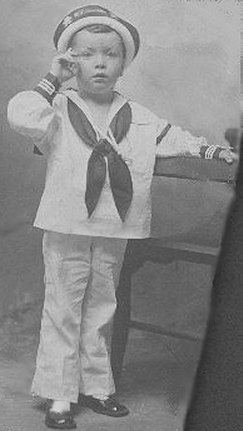
Bill Erwin all'età di circa quattro anni

### Cinema
- Benvenuti al reggimento! (You're in the Army Now), regia di Lewis Seiler (1941)
- Il gigante di New York (Easy Living), regia di Jacques Tourneur (1949)
- Bastogne (Battleground), regia di William A. Wellman (1949)
- Questi dannati quattrini (Double Dynamite), regia di Irving Cummings (1951)
- La pistola non basta (Man from Del Rio), regia di Harry Horner (1956)
- L'evaso di San Quintino (House of Numbers), regia di Russell Rouse (1957)
- Il pilota razzo e la bella siberiana (Jet Pilot), regia di Josef von Sternberg (1957)
- Testimone d'accusa (Witness for the Prosecution), regia di Billy Wilder (1957)
- Il sentiero della vendetta (Gun Fever), regia di Mark Stevens (1958)
- The Cry Baby Killer, regia di Jus Addiss (1958)
- I bucanieri (The Buccaneer), regia di Anthony Quinn (1958)
- Sotto l'albero yum yum (Under the Yum Yum Tree), regia di David Swift (1963)
- Sinfonia di guerra (Counterpoint), regia di Ralph Nelson (1968)
- Le pornoinfermiere della clinica del sesso (Candy Stripe Nurses), regia di Alan Holleb (1974)
- Ovunque nel tempo (Somewhere in Time), regia di Jeannot Szwarc (1980)
- L'aereo più pazzo del mondo 3 (Stewardess School), regia di Ken Blancato (1986)
- Un biglietto in due (Planes, Trains and Automobiles), regia di John Hughes (1987)
- Alla ricerca della valle incantata (The Land Before Time), regia di Don Bluth (1988)
- Un amore rinnovato (She's Having a Baby), regia di John Hughes (1988)
- Mamma, ho perso l'aereo (Home Alone), regia di Chris Columbus (1990)
- The Willies, regia di Brian Peck (1990)
- Dennis la minaccia (Dennis the Menace), regia di Nick Castle (1993)
- Una pallottola spuntata 33⅓ - L'insulto finale (Naked Gun 33⅓: The Final Insult), regia di Peter Segal (1994)
- Cosa fare a Denver quando sei morto (Things to Do in Denver When You're Dead), regia di Gary Fleder (1995)
- Piovuta dal cielo (Forces of Nature), regia di Bronwen Hughes (1999)
- Fino all'inferno (Inferno), regia di John G. Avildsen (1999)

### Televisione
- Mio padre, il signor preside (The Stu Erwin Show; anche Trouble with Father e Life With the Erwins) – serie TV, episodio 1x20 (1951)
- Royal Playhouse (Fireside Theater) – serie TV, episodi 2x37-3x26-3x31 (1950-1951)
- Lux Video Theatre – serie TV, episodio 3x09 (1952)
- The Philco Television Playhouse – serie TV, episodio 6x12 (1954)
- Robert Montgomery Presents – serie TV, episodio 6x30 (1955)
- Studio 57 – serie TV, episodio 2x13 (1955)
- La pattuglia della strada (Highway Patrol) – serie TV, episodio 1x12 (1955)
- Screen Directors Playhouse – serie TV, episodi 1x06-1x24 (1955-1956)
- Alfred Hitchcock presenta (Alfred Hitchcock Presents) – serie TV, episodio 1x14 (1956)
- Schlitz Playhouse of Stars – serie TV, episodio 5x17 (1956)
- Screen Directors Playhouse – serie TV, episodi 1x04-1x06-1x24 (1955-1956)
- Scienza e fantasia  (Science Fiction Theatre) – serie TV, episodi 2x02-2x13 (1956)
- I segreti della metropoli (Big Town) – serie TV, episodi 6x32-6x38 (1956)
- Crusader – serie TV, episodio 2x04 (1956)
- Lucy ed io (I Love Lucy) – serie TV, episodio 6x12 (1957)
- Wire Service – serie TV, episodio 1x21 (1957)
- Telephone Time – serie TV, episodi 2x05-2x24 (1956-1957)
- Avventure in elicottero (Whirlybirds) – serie TV, episodio 1x36 (1957)
- State Trooper – serie TV, episodio 1x35 (1957)
- Richard Diamond (Richard Diamond, Private Detective) – serie TV, 4 episodi (1957)
- Colt .45 – serie TV, episodio 1x15 (1958)
- Trackdown – serie TV, episodio 1x17 (1958)
- How to Marry a Millionaire – serie TV, episodio 1x19 (1958)
- Panico (Panic!) – serie TV, episodi 1x10-1x12-2x04 (1957-1958)
- L'uomo del mare (Sea Hunt) – serie TV, episodio 1x31 (1958)
- Man with a Camera – serie TV, episodio 1x02 (1958)
- Sugarfoot – serie TV, episodio 2x04 (1958)
- Flight – serie TV, episodio 1x17 (1958)
- Make Room for Daddy – serie TV, episodi 5x20-6x11 (1958)
- Lawman – serie TV, episodio 1x12 (1958)
- The Rifleman – serie TV, episodio 1x15 (1959)
- Carovane verso il West (Wagon Train) – serie TV, episodio 2x16 (1959)
- Tales of Wells Fargo – serie TV, episodio 3x22 (1959)
- General Electric Theater – serie TV, episodio 7x24 (1959)
- Il carissimo Billy (Leave It to Beaver) – serie TV, episodio 2x26 (1959)
- David Niven Show (The David Niven Show) – serie TV, episodio 1x01 (1959)
- Tombstone Territory – serie TV, episodio 2x11 (1959)
- Markham – serie TV, episodio 1x14 (1959)
- Westinghouse Desilu Playhouse – serie TV, episodio 2x03 (1959)
- Cheyenne – serie TV, episodi 1x10-4x04 (1956-1959)
- Bachelor Father – serie TV, episodi 1x07-1x08-3x09 (1957-1959)
- Il tenente Ballinger (M Squad) – serie TV, episodi 2x02-3x09 (1958-1959)
- Lo sceriffo indiano (Law of the Plainsman) – serie TV, episodio 1x09 (1959)
- I detectives (The Detectives) – serie TV, episodio 1x16 (1960)
- Bourbon Street Beat – serie TV, episodio 1x19 (1960)
- Rescue 8 – serie TV, episodio 2x29 (1960)
- The Texan – serie TV, episodi 1x12-2x04-2x35 (1958-1960)
- Have Gun - Will Travel – serie TV, episodi 1x26-2x16-4x14 (1958-1960)
- The Andy Griffith Show – serie TV, episodi 1x12-1x19 (1960-1961)
- Michael Shayne – serie TV, episodi 1x06-1x21 (1960-1961)
- Gli uomini della prateria (Rawhide) – serie TV, episodio 3x17 (1961)
- Mister Ed, il mulo parlante (Mister Ed) – serie TV, episodio 1x10 (1961)
- Outlaws – serie TV, episodio 1x18 (1961)
- I racconti del West (Dick Powell's Zane Grey Theater) – serie TV, 7 episodi (1957-1961)
- Maverick – serie TV, episodi 2x18-3x24-4x28 (1959-1961)
- La parola alla difesa (The Defenders) – serie TV, episodio 1x03 (1961)
- Follow the Sun – serie TV, episodio 1x10 (1961)
- Lassie – serie TV, episodi 6x17-8x35 (1960-1962)
- Ben Casey – serie TV, episodi 1x32-3x05-3x29 (1962-1964)
- Ai confini della realtà (The Twilight Zone) – serie TV, 4 episodi (1959-1963)
- Gli intoccabili (The Untouchables) – serie TV, 5 episodi (1959-1963)
- Dakota (The Dakotas) – serie TV, episodio 1x18 (1963)
- La legge di Burke (Burke's Law) – serie TV, episodio 1x11 (1963)
- Il virginiano (The Virginian) – serie TV, episodio 1x10-2x21 (1962-1964)
- Sotto accusa (Arrest and Trial) – serie TV, episodio 1x27 (1964)
- The Crisis (Kraft Suspense Theatre) – serie TV, episodio 1x23 (1964)
- Death Valley Days  – serie TV, 4 episodi (1958-1964)
- Io e i miei tre figli (My Three Sons) – serie TV, 4 episodi (1961-1965)
- La grande vallata (The Big Valley) – serie TV, episodio 1x01 (1965)
- Perry Mason – serie TV, 5 episodi (1959-1966)
- Shane – serie TV, episodio 1x15 (1966)
- Laredo – serie TV, episodio 2x15 (1967)
- Il fuggiasco (The Fugitive) – serie TV, 4 episodi (1963-1967)
- Gli invasori (The Invaders) – serie TV, episodio 1x04 (1967)
- Il grande teatro del West (The Guns of Will Sonnett) – serie TV, episodio 1x05 (1967)
- Selvaggio west (The Wild Wild West) – serie TV, episodio 3x12 (1967)
- Get Smart – serie TV, episodio 3x13 (1967)
- Mannix – serie TV, episodio 3x04 (1969)
- Dan August – serie TV, episodi 1x04-1x26 (1970-1971)
- F.B.I. (The F.B.I.) – serie TV, episodi 1x30-5x20-7x04 (1966-1971)
- Barnaby Jones – serie TV, episodi 1x12-2x03 (1973)
- Cannon – serie TV, episodi 1x07-2x15-3x20 (1971-1974)
- Gunsmoke – serie TV, 13 episodi (1957-1974)
- A tutte le auto della polizia (The Rookies) – serie TV, episodio 3x22 (1975)
- Lou Grant – serie TV, episodio 1x08 (1977)
- La famiglia Bradford (Eight is enough) – serie TV, episodio 5x09 (1981)
- Una famiglia americana (The Waltons) – serie TV, episodi 3x01-9x11 (1974-1981)
- Hazzard (The Dukes of Hazzard) – serie TV, episodio 4x06 (1981)
- Dallas – serie TV, episodio 5x21 (1982)
- I Jefferson (The Jeffersons) – serie TV, episodio 9x08 (1982)
- The Optimist - serie TV, episodio 1x02 (1983)
- Voyagers! - Viaggiatori nel tempo (Voyagers!) – serie TV, episodio 1x19 (1983)
- Cuore e batticuore (Hart to Hart) – serie TV, episodio 5x09 (1983)
- Falcon Crest – serie TV, episodio 3x17 (1984)
- Invito all'inferno (Invitation to Hell) – film TV (1984)
- P/S - Pronto soccorso (E/R) – serie TV, episodio 8x01 (1984)
- ABC Weekend Specials – serie TV, episodio 3x17 (1984)
- Vicini troppo vicini (Too Close for Comfort) – serie TV, episodio 5x15 (1985)
- Il mio amico Ricky (Silver Spoons) – serie TV, episodio 5x15 (1985)
- Santa Barbara – serial TV, puntata 1.361 (1985)
- Punky Brewster – serie TV, episodio 3x06 (1987)
- Casalingo Superpiù (Who's the Boss) – serie TV, episodi 1x04-2x09-4x12 (1984-1987)
- Autostop per il cielo (Highway to Heaven) – serie TV, episodi 3x07-3x08-4x12 (1986-1987)
- Gli sceriffi delle nevi (High Mountain Rangers) – serie TV, episodio 1x01 (1988)
- Sposati... con figli (Married... with Children) – serie TV, episodio 2x16 (1988)
- Moonlighting – serie TV, episodio 5x09 (1989)
- Dieci sono pochi (Just the Ten of Us) – serie TV, 4 episodi (1988-1990)
- Star Trek: The Next Generation – serie TV, episodio 4x05 (1990)
- Mio zio Buck (Uncle Buck) – serie TV, episodio 1x12 (1991)
- Genitori in blue jeans (Growing Pains) – serie TV, 8 episodi (1986-1991)
- In viaggio nel tempo (Quantum Leap) – serie TV, episodio 4x03 (1991)
- Gli amici di papà (Full House) – serie TV, episodio 5x07 (1991)
- California (Knots Landing) – serie TV, episodio 13x08 (1991)
- Cuori senza età (The Golden Girls) – serie TV, episodio 7x16 (1992)
- Seinfeld – serie TV, episodi 4x18-4x23 (1993)
- Fallen Angels – serie TV, episodio 1x04 (1993)
- Lois & Clark - Le nuove avventure di Superman (Lois & Clark: The New Adventures of Superman) – serie TV, episodio 2x06 (1994)
- The Mommies – serie TV, episodio 2x07 (1995)
- Living Single – serie TV, episodio 2x27 (1995)
- The Jeff Foxworthy Show – serie TV, episodio 1x10 (1995)
- Susan (Suddenly Susan) – serie TV, episodio 1x14 (1997)
- Grace Under Fire – serie TV, episodio 4x21 (1997)
- The Drew Carey Show – serie TV, episodio 2x22 (1997)
- The Naked Truth – serie TV, episodio 3x10 (1997)
- Innamorati pazzi (Mad About You) – serie TV, episodio 6x18 (1998)
- Just Shoot Me! – serie TV, episodio 5x17 (2001)
- West Wing - Tutti gli uomini del Presidente (The West Wing) – serie TV, episodio 3x08 (2001)
- Due gemelle e un maggiordomo (So Little Time) – serie TV, episodio 1x21 (2002)
- Detective Monk (Monk) – serie TV, episodio 2x05 (2003)
- The King of Queens – serie TV, episodio 6x21 (2004)
- Everwood – serie TV, episodio 2x19 (2004)
- My Name Is Earl – serie TV, episodio 2x05 (2006)

## Doppiatori italiani
Nelle versioni in italiano delle opere in cui ha recitato, Bill Erwin è stato doppiato da:
- Mario Milita in Genitori in blue jeans, Mamma, ho perso l'aereo, Cosa fare a Denver quando sei morto, Fino all'inferno
- Arturo Dominici in La famiglia Bradford, Star Trek: The Next Generation
- Riccardo Mantani ne I Jefferson
- Germano Longo in Invito all'inferno
- Sergio Tedesco in Detective Monk
- Gianni Bonagura in West Wing - Tutti gli uomini del Presidente